# Melodifestivalen

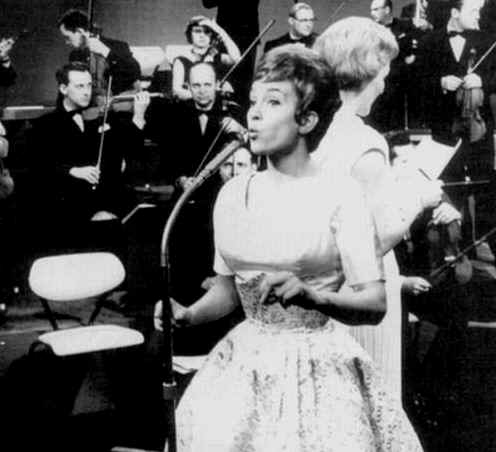
Siw Malmkvist zingt het winnende liedje April, april tijdens Melodifestivalen 1961

Melodifestivalen is de Zweedse voorronde van het Eurovisiesongfestival. De wedstrijd ging van start in 1959 (een jaar na de eerste Zweedse eerste deelname) en is tot op de dag van vandaag elk jaar een kijkcijferkanon. In de beginjaren werd elk lied door twee vertolkers gebracht en werd daaruit een keuze gemaakt, hierna werd bepaald dat elke artiest slechts één nummer mag brengen.
Zeven keer werd de winnaar van Melodifestivalen ook de uiteindelijke winnaar van het Eurovisiesongfestival. Zweden is een erg succesvol land op het songfestival: sinds 1991 eindigde het land slechts negen keer niet in de top 10, en van 1998 tot 2004 eindigde het zeven keer op rij in de top 10. Geen enkel ander land kon eenzelfde resultaat behalen als Zweden in het moderne tijdperk van het songfestival, waarin elk land in een taal naar eigen keuze, dikwijls het Engels, mag zingen. Alhoewel de vrije-taalregel al sinds 1999 geldt op het songfestival is dit in Melodifestivalen nog maar zo sinds 2002. Voordien moest alles nog in het Zweeds.

## Resultaten op het Eurovisiesongfestival

### Winnaars
- 1974 - ABBA met Waterloo
- 1984 - Herreys met Diggi-loo diggi-ley
- 1991 - Carola Häggkvist met Fångad av en stormvind
- 1999 - Charlotte Nilsson met Take me to your heaven
- 2012 - Loreen met Euphoria
- 2015 - Måns Zelmerlöw met Heroes
- 2023 - Loreen met Tattoo

### 2de plaats
- 1966 - Lill Lindfors & Svante Thuresson met Nygammal vals (hip man svinaherde)

### 3de plaatsen
- 1983 - Carola Häggkvist met Främling
- 1985 - Kikki Danielsson met Bra vibrationer
- 1995 - Jan Johansen met Se på mej
- 1996 - One More Time met Den vilda
- 2011 - Eric Saade met Popular
- 2014 - Sanna Nielsen met Undo

## Lijst van winnaars
| Jaar | Artiest                          | Titel                               |
| ---- | -------------------------------- | ----------------------------------- |
| 1959 | Brita Borg                       | Augustin                            |
| 1960 | Siw Malmkvist                    | Alla andra får varann               |
| 1961 | Lill-Babs                        | April, april                        |
| 1962 | Inger Berggren                   | Sol och vår                         |
| 1963 | Monica Zetterlund                | En gång i Stockholm                 |
| 1965 | Ingvar Wixell                    | Annorstädes vals                    |
| 1966 | Lill Lindfors & Svante Thuresson | Nygammal vals                       |
| 1967 | Östen Warnerbring                | Som en dröm                         |
| 1968 | Claes-Göran Hederström           | Det börjar verka kärlek, banne mig  |
| 1969 | Tommy Körberg                    | Judy min vän                        |
| 1971 | Family Four                      | Vita vidder                         |
| 1972 | Family Four                      | Härliga sommardag                   |
| 1973 | Malta                            | Sommaren som aldrig säger nej       |
| 1974 | ABBA                             | Waterloo                            |
| 1975 | Lasse Berghagen                  | Jennie, Jennie                      |
| 1977 | Forbes                           | Beatles                             |
| 1978 | Björn Skifs                      | Det blir alltid värre framåt natten |
| 1979 | Ted Gärdestad                    | Satellit                            |
| 1980 | Tomas Ledin                      | Just nu                             |
| 1981 | Björn Skifs                      | Fångad i en dröm                    |
| 1982 | Chips                            | Dag efter dag                       |
| 1983 | Carola                           | Främling                            |
| 1984 | Herreys                          | Diggi-loo diggi-ley                 |
| 1985 | Kikki Danielsson                 | Bra vibrationer                     |
| 1986 | Lasse Holm & Monica Törnell      | E' de' det här du kallar kärlek?    |
| 1987 | Lotta Engberg                    | Fyra bugg och en Coca Cola          |
| 1988 | Tommy Körberg                    | Stad i ljus                         |
| 1989 | Tommy Nilsson                    | En dag                              |
| 1990 | Edin-Ådahl                       | Som en vind                         |
| 1991 | Carola                           | Fångad av en stormvind              |
| 1992 | Christer Björkman                | I morgan är en annan dag            |
| 1993 | Arvingarna                       | Eloise                              |
| 1994 | Roger Pontare & Marie Bergman    | Stjärnorna                          |
| 1995 | Jan Johansen                     | Se på mig                           |
| 1996 | One More Time                    | Den vilda                           |
| 1997 | Blond                            | Bara hon älskar mig                 |
| 1998 | Jill Johnson                     | Kärleken är                         |
| 1999 | Charlotte Nilsson                | Tusen och en natt                   |
| 2000 | Roger Pontare                    | När vindarna viskar mitt namn       |
| 2001 | Friends                          | Lyssna till ditt hjärta             |
| 2002 | Afro-Dite                        | Never let it go                     |
| 2003 | Fame                             | Give me your love                   |
| 2004 | Lena Philipsson                  | Det gör ont                         |
| 2005 | Martin Stenmarck                 | Las Vegas                           |
| 2006 | Carola                           | Evighet                             |
| 2007 | The Ark                          | The worrying kind                   |
| 2008 | Charlotte Perrelli               | Hero                                |
| 2009 | Malena Ernman                    | La voix                             |
| 2010 | Anna Bergendahl                  | This is my life                     |
| 2011 | Eric Saade                       | Popular                             |
| 2012 | Loreen                           | Euphoria                            |
| 2013 | Robin Stjernberg                 | You                                 |
| 2014 | Sanna Nielsen                    | Undo                                |
| 2015 | Måns Zelmerlöw                   | Heroes                              |
| 2016 | Frans                            | If I were sorry                     |
| 2017 | Robin Bengtsson                  | I can't go on                       |
| 2018 | Benjamin Ingrosso                | Dance you off                       |
| 2019 | John Lundvik                     | Too late for love                   |
| 2020 | The Mamas                        | Move                                |
| 2021 | Tusse                            | Voices                              |
| 2022 | Cornelia Jakobs                  | Hold me closer                      |
| 2023 | Loreen                           | Tattoo                              |
| 2024 | Marcus & Martinus                | Unforgettable                       |
| 2025 | KAJ                              | Bara bada bastu                     |

Voor de uitslagen van Zweden op het Eurovisiesongfestival, zie Zweden op het Eurovisiesongfestival.